# San Felipe Aztatán
San Felipe Aztatán är en ort i Mexiko.   Den ligger i kommunen Tecuala och delstaten Nayarit, i den centrala delen av landet, 700 km väster om huvudstaden Mexico City. San Felipe Aztatán ligger 17 meter över havet och antalet invånare är 5 185.
Terrängen runt San Felipe Aztatán är platt, och sluttar västerut. Runt San Felipe Aztatán är det ganska glesbefolkat, med 42 invånare per kvadratkilometer. Närmaste större samhälle är Acaponeta, 13,5 km norr om San Felipe Aztatán. Trakten runt San Felipe Aztatán består till största delen av jordbruksmark.